# Plagiantha
Plagiantha là một chi thực vật có hoa trong họ Hòa thảo (Poaceae).

## Loài
Chi Plagiantha gồm các loài: